# Сердце дурака
«Се́рдце дурака́» — белорусский музыкальный коллектив из города Могилёва, репертуар которого составляют песни его бессменного автора и вокалиста Тимофея Яровикова. С 2002 года группа выпустила три студийных альбома, три сингла и один сборник, а также шесть видеоклипов. Название коллектива появилось под влиянием одноимённого произведения Джеймса Гудвина. 19 октября 2016 года на официальном сайте коллектива было объявлено, что группа прекратила своё существование в нынешнем составе.

## История
В 1998 году в неформальных могилёвских кругах стал появляться юный поэт Тимофей Яровиков. Он активно писал тексты сразу для нескольких местных групп и вскоре был приглашён в одну из них вокалистом. Группа «Перекрёсток теней» выступала с стилистике «дворового рока» и, просуществовав всего пару лет, распалась. Однако Тимофей не отказался от идеи собрать собственный коллектив и на протяжении последующих двух лет продолжил учиться игре на гитаре, давал сольные концерты.
В мае 2002 года из музыкантов другой могилёвской группы «Глюки» Яровиков собрал новый коллектив. Группу решено было назвать «Сердце дурака». 22 мая 2002 года в могилёвском рок-клубе «Сектор» состоялся дебют коллектива. В период с 2002 по 2003 годы состав группы неоднократно менялся. Коллектив находился в постоянном поиске новых музыкальных форм. К началу 2004 года состав группы стабилизировался и она выступила на восьмом ежегодном фестивале поэтического рока «Даждь» в Москве.
В апреле 2005 года группа приняла участие в могилёвском фестивале молодых рок-исполнителей «Второй эшелон». Критики отмечали, что с приходом в коллектив младшего брата Тимофея — Павла Яровикова группа обогатилась аранжировками, усилилась в подаче, а также обросла элементами шоу. С 2005 по 2007 год «Сердце дурака» выступали на ежегодном фестивале лучших групп Могилёва — «Хэдлайн-Фест». В октябре 2006 года группа выпустила свой дебютный сингл «К началу начал» после чего отправилась в гастрольный тур в его поддержку.
В 2009 году группа презентовала свой дебютный полноценный альбом «Децтво» в Москве и Могилёве, а также стала лауреатом фестиваля «Mass Medium Fest-2009». В связи с ужесточением гастрольного графика коллектива состав группы практически полностью сменился. В 2010 году состоялась презентация мини-альбома «Небо-потолок», записанного летом в Могилёве. Группа приняла участие в фестивале «ВертиФест», после чего отправилась в небольшой гастрольный тур по городам Украины.
В 2011 году «Сердце дурака» наградили дипломом за альбом «Децтво», прошедший в финал конкурса лучших текстов белорусских песен «ZorkiText». 31 декабря группа презентовала интернет-диптих «Январь. Снегири». В начале 2012 года в коллективе произошли очередные кадровые перестановки. Тогда же появился первый официальный клип. Им стало видео на композицию «Январь». 7 октября 2012 года в минском клубе «Граффити» состоялась презентация альбома «X», изданного на лейбле «Вигма». Диск представляет собой сборник лучших студийных записей коллектива за всё время его существования. Композиция «Добрый ветер» вошла в сборник «Рок из подворотен-5», созданного по итогам конкурса молодых или малоизвестных групп и исполнителей, который прошёл на сайте группы «Пилот».
В 2013 году вышел сингл «Могилёвская», на который позднее был снят клип. В следующем году коллектив выступил сразу на нескольких фестивалях, среди которых такие как «Шокофест», «Запрет», «OZ-Rock» и «Как бы фест». В 2015 году группа презентовала анти-реггей альбом «Могила льва», а также приняла участие в фестивале «Осенний водопад» в Воронеже. В феврале 2016 года вышел в свет третий клип коллектива — «Снегири». В марте стартовал, а спустя два месяца был успешно завершён краудфандинг-проект по сбору средств на новый альбом группы — «Война и любовь», презентация которого прошла весной.
19 октября 2016 года на официальном сайте коллектива было объявлено, что группа прекратила своё существование в нынешнем составе.

## Состав

### Последний состав
- Тимофей Яровиков — вокал, гитара, губная гармоника
- Алексей Половченя — барабаны
- Александр Балберов — соло-гитара
- Дмитрий Тонко — бас-гитара

### Бывшие участники
| - Марина Бучкова — клавишные (2002) - Григорий Грибановский — барабаны (2002) - Анна Гергенсон — барабаны, перкуссия (2003—2004) - Алесь Полторацкий — баян (2003—2004) - Родион Бондарев — соло-гитара (2004—2008) - Павел Яровиков — соло-гитара (2004—2008) - Роман Жигарев — бас-гитара (2002—2009) - Евгений Зверев — барабаны (2004—2010) | - Александр Борисенко — соло-гитара (2008—2009) - Артём Рядов — соло-гитара (2008—2012) - Александр Кротов — бас-гитара (2009—2013) - Лидия Ткачёва — клавишные (2012) - Виктор Никишов — флейта (2012—2014) - Алексей Скоб — бас-гитара (2013—2014) - Евгений Даниленко — клавишные (2004—2015) |

## Дискография
Синглы
- 2006 — К началу начал
- 2010 — Небо-потолок
- 2011 — Январь. Снегири

Альбомы
- 2009 — Децтво
- 2015 — Могила льва
- 2016 — Война и любовь

Сборники
- 2012 — X

## Клипы
| Год  | Песня            | Режиссёр            |
| ---- | ---------------- | ------------------- |
| 2007 | «Пропасть»       | Александр Мельников |
| 2011 | «R’n’R не будет» | Александр Мельников |
| 2012 | «Январь»         | Александр Мельников |
| 2014 | «Московская»     | Владимир Ломов      |
| 2015 | «Могилёвская»    | Александр Мельников |
| 2016 | «Снегири»        | Алексей Карчевский  |